# موزه تاریخ طبیعی فیلد

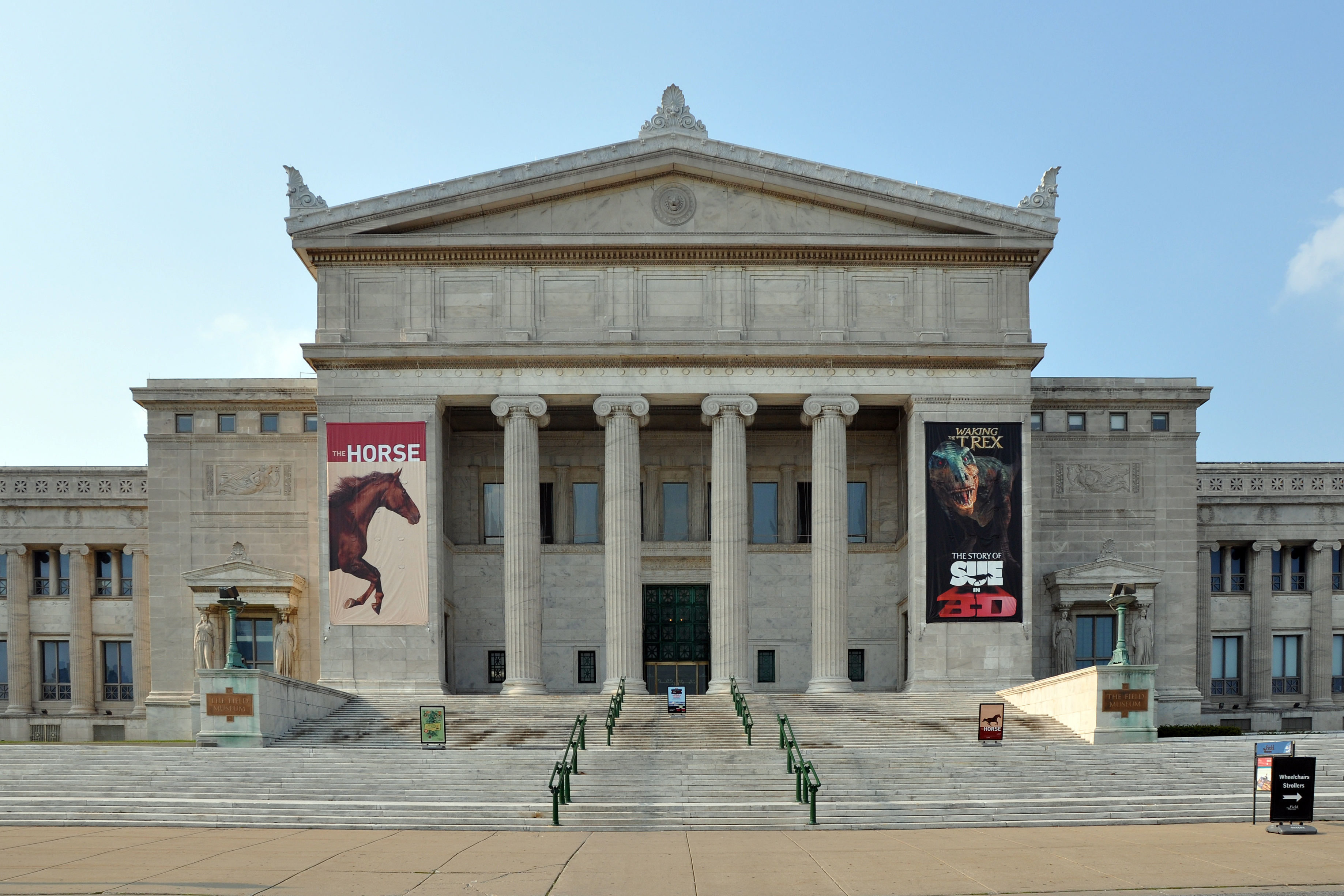
تصویری از موزه میدانی تاریخ طبیعی در شیکاگو

موزه تاریخ طبیعی فیلد موزه‌ای در شهر شیکاگو در ایالت ایلی‌نوی، ایالات متحده آمریکا در نزدیکی دریاچه میشیگان است و آثار مربوط به تاریخ طبیعی را در معرض دید همگان می‌گذارد. مجموعه این موزه دارای ۲۱ میلیون نمونه است که در هر زمان تنها تعداد کمی از آن به نمایش گذاشته می‌شوند.
از جمله نامدارترین مجموعه‌های این موزه می‌توان به مجموعه بزرگی از سنگواره‌های دایناسورها در نمایشگاه Evolving Planet (سیاره تکامل‌پیداکننده)، مجموعه بسیار غنی از آثار مردم‌شناسانه شامل آثار مصر باستان، مردمان ساکن شمال‌غرب اقیانوس آرام، جزایر اقیانوس آرام، و تبت، همچنین کلکسیونی از انواع گوناگون جانوران تاکسیدرمی شده اشاره کرد. نمایشگاه آمریکای باستان این موزه مجموعه بزرگی از دست‌سازه‌های سرخپوستان ایالات متحده آمریکا را در خود دارد و بزرگترین و سالم‌مانده‌ترین سنگواره پیدا شده از تیرانوسورها به نام سو در این موزه قرار دارد.

## نگارخانه

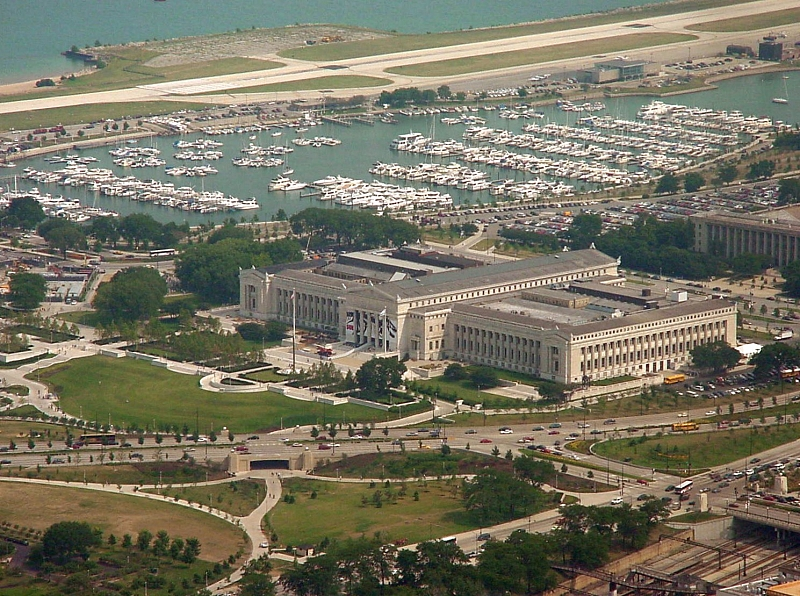
نمای هوایی
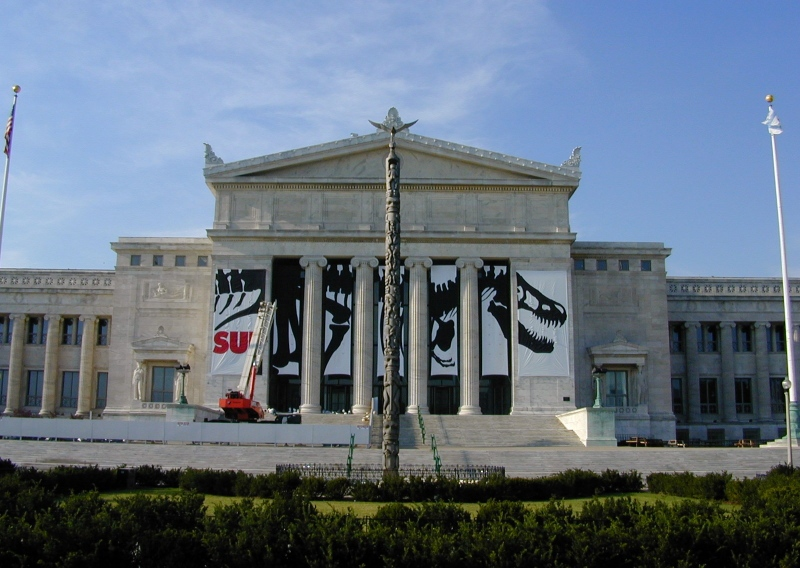
ورودی شمالی
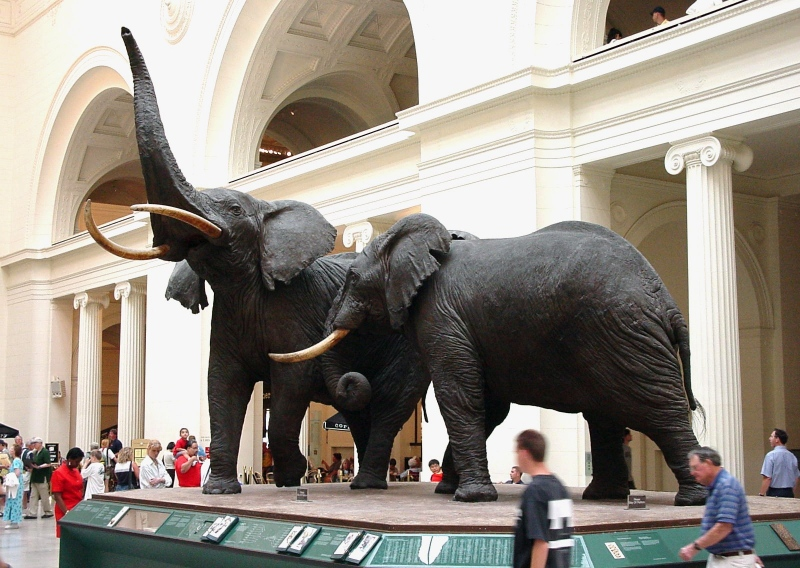
بازسازی دو فیل
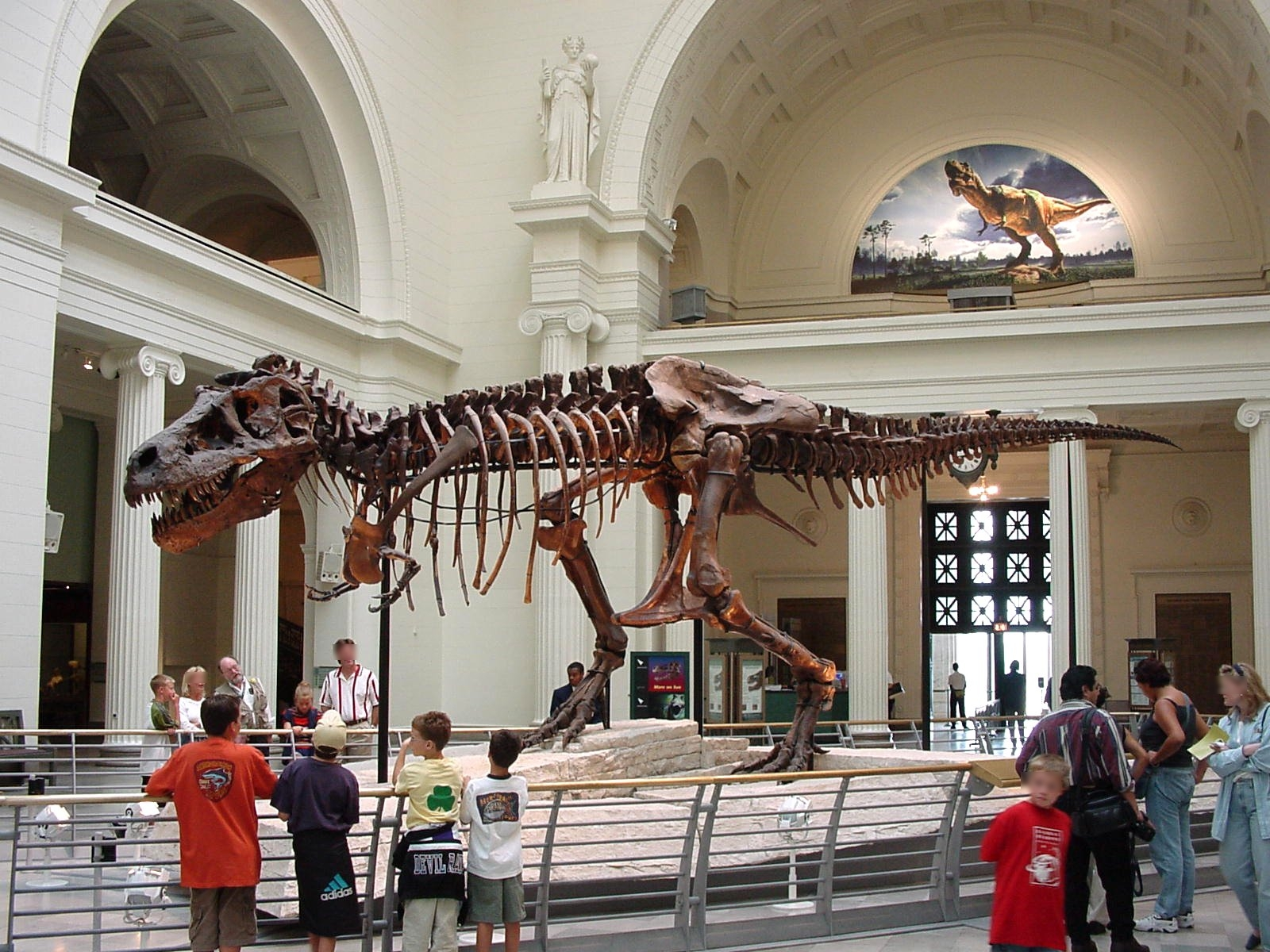
سو، بهترین تیرانوسور باقی‌مانده
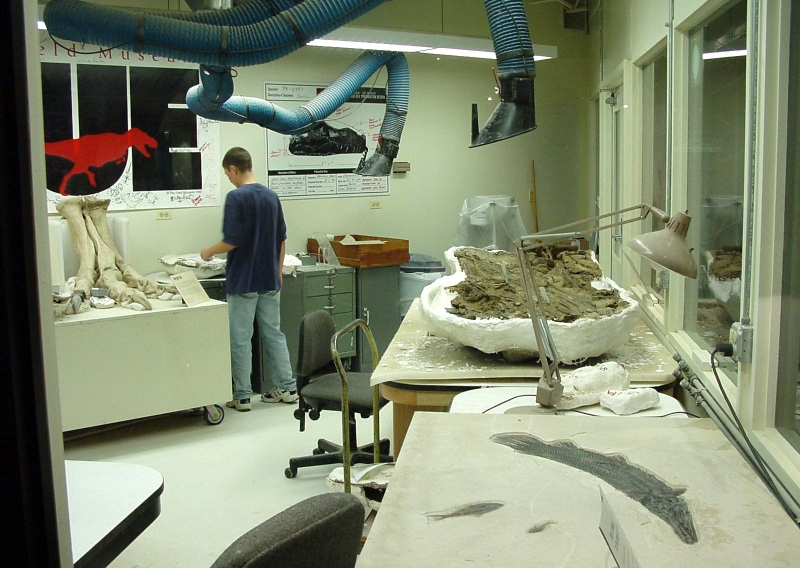
آزمایشگاه آماده‌سازی سنگواره‌های مک‌دونالد
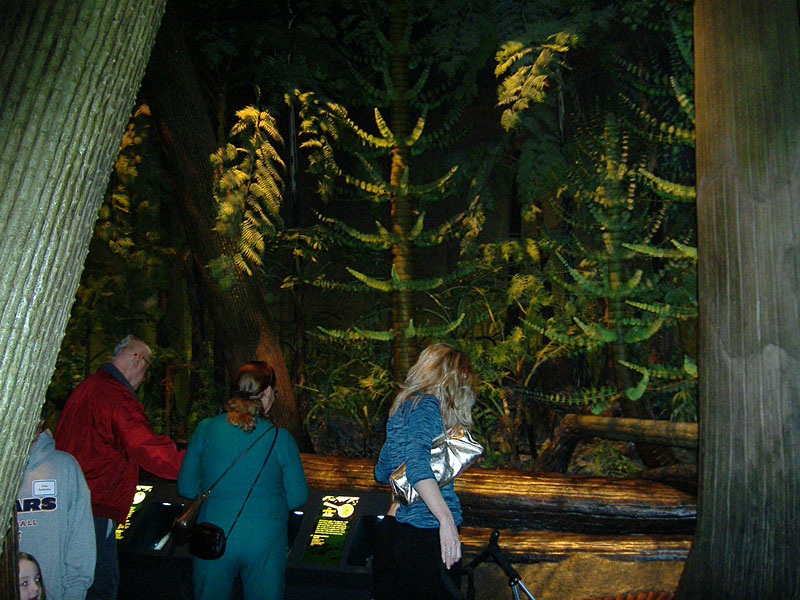
جنگلی مربوط به دوره کربونیفر در اندازه و ابعاد واقعی
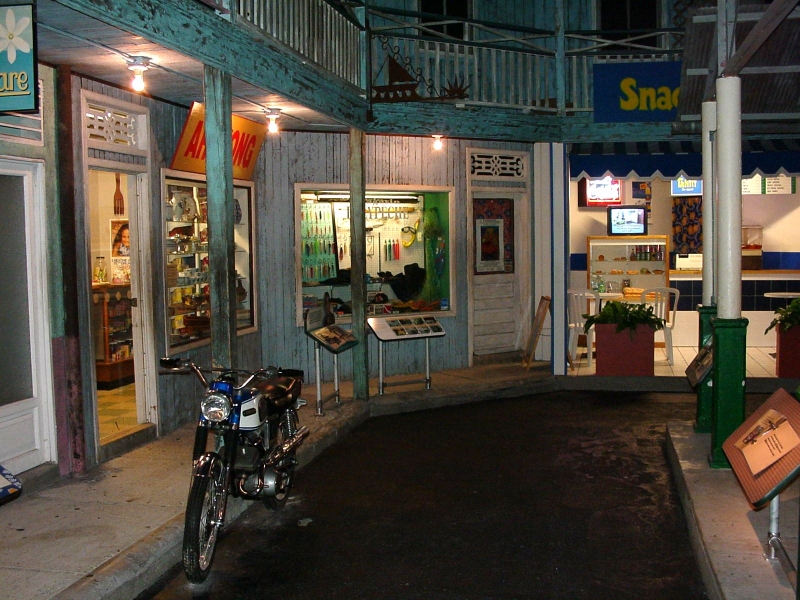
بازسازی خیابان پاپیته در به آرام سفر کنیم
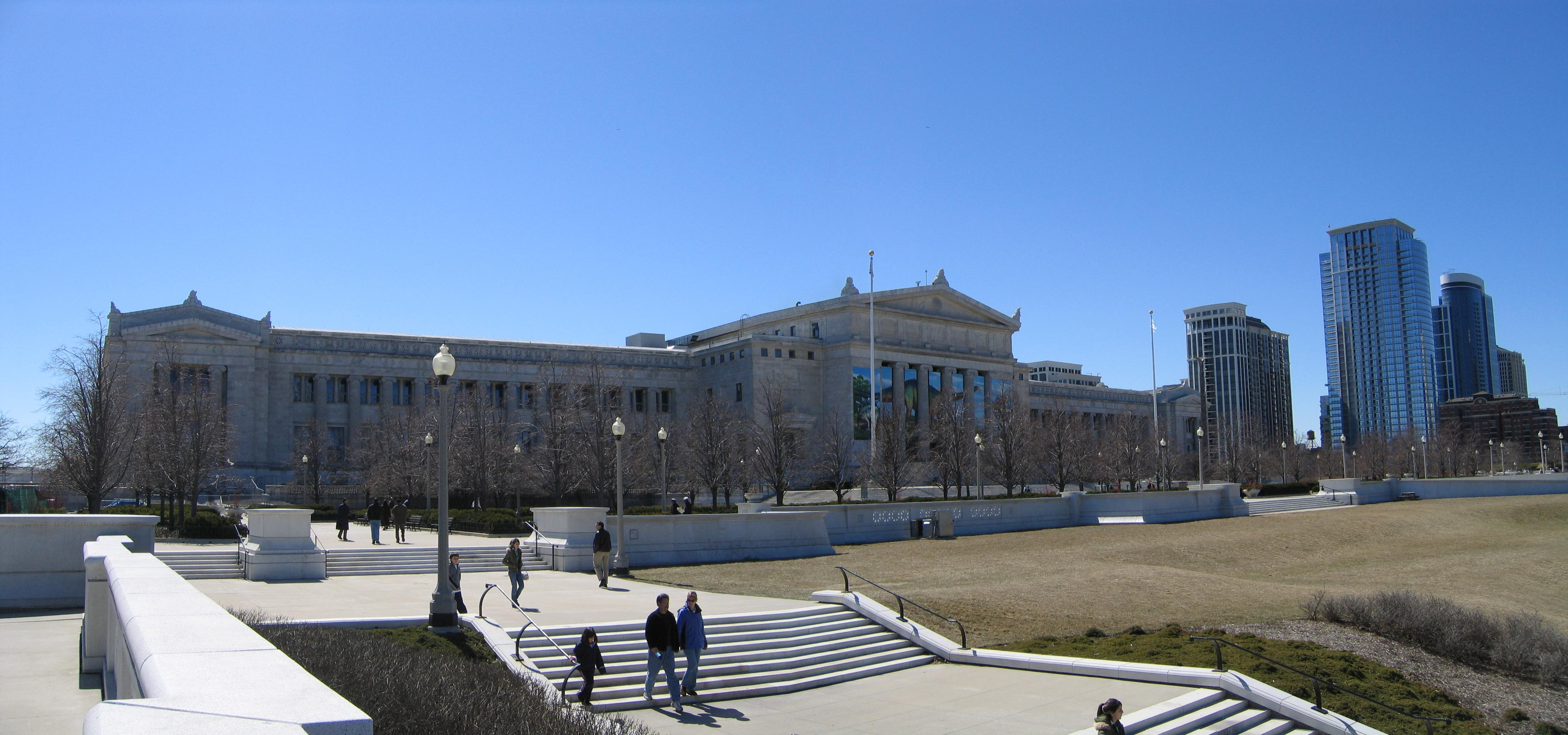
رونمای شمالی موزه
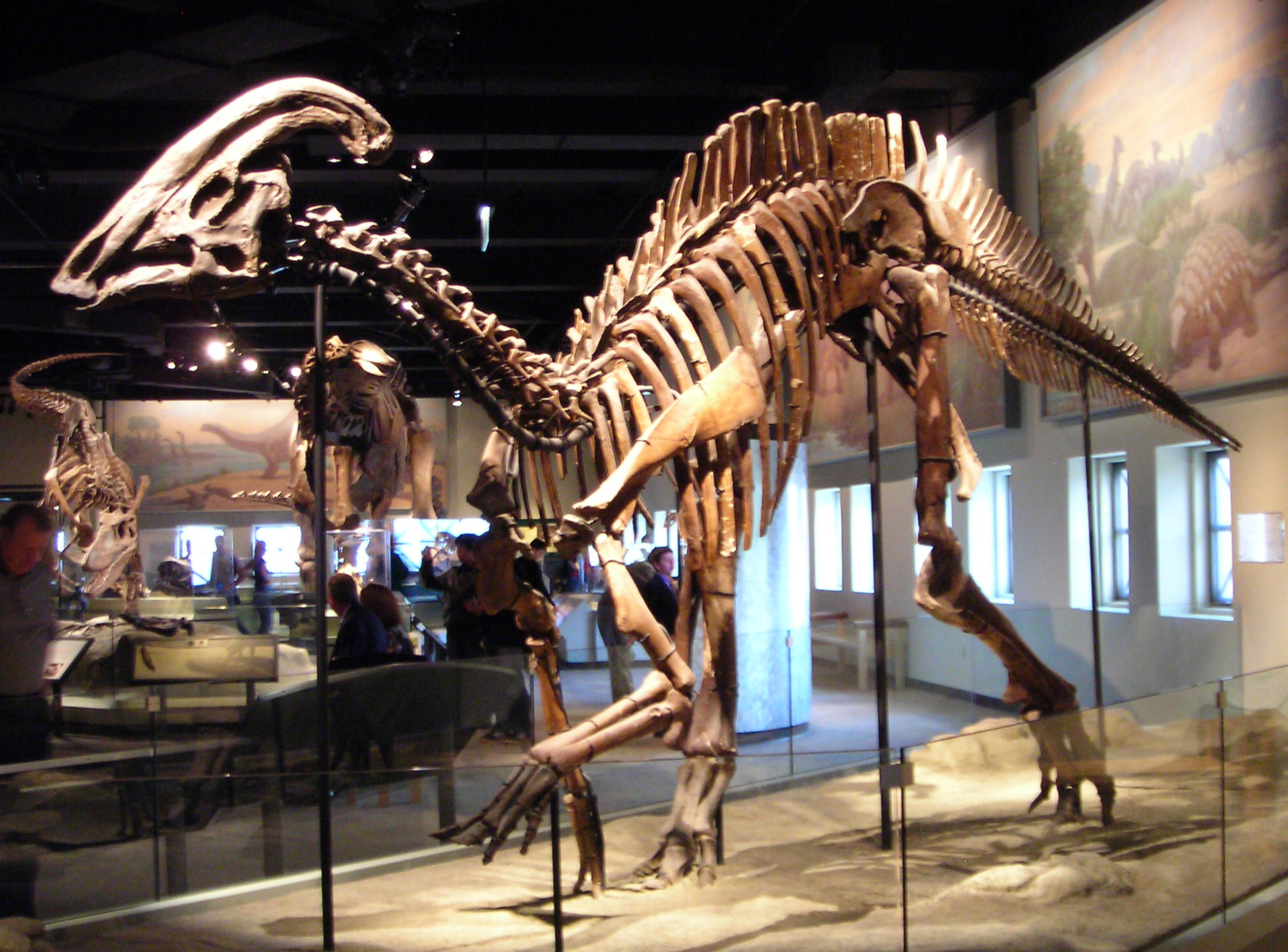
اسکلت پاراسارولوفوس
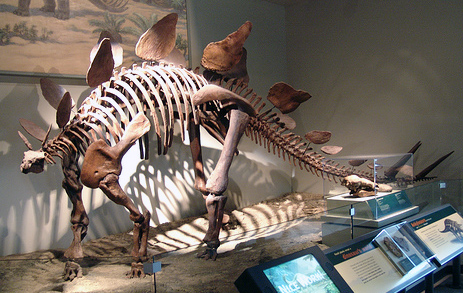
اسکلت استگوسور
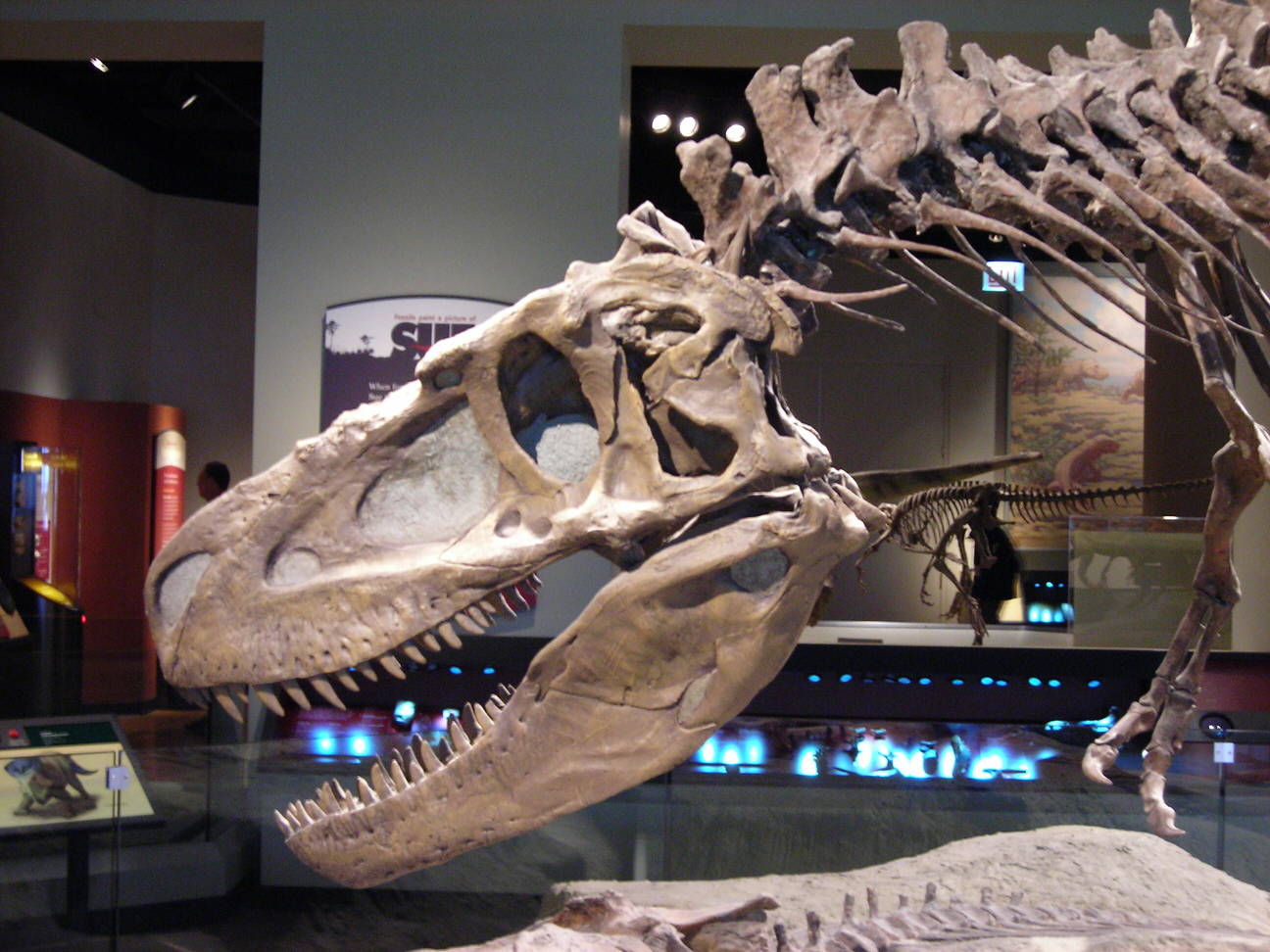
اسکلت داسپلتوسور
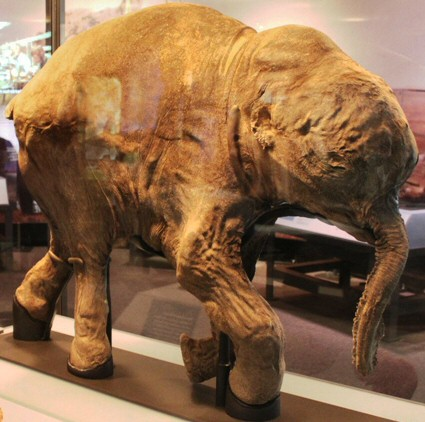
لیوبا
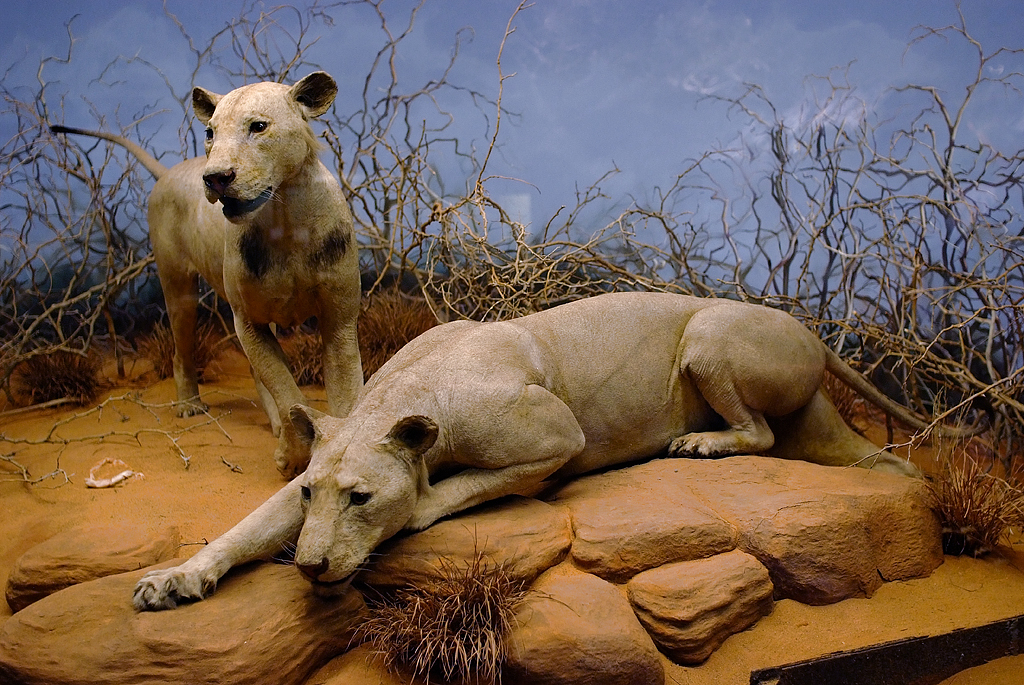
شیرهای آدم‌خوار پارک جنگلی ساوو